# مارتن مونراد
مارتن مونراد (انگلیسی: Martin Monrad؛ زادهٔ ۱۹۷۷) یک بازیکن تنیس روی میز اهل دانمارک است. 
وی در مسابقات کشوری و بین‌المللی در مجموع برنده ۱ مدال طلا، ۱ مدال نقره شده‌است.